# Chionomys gud
Chionomys gud е вид бозайник от семейство Хомякови (Cricetidae).

## Разпространение
Видът е разпространен в Азербайджан, Грузия, Русия и Турция.